# 산딸기
산딸기 또는 나무딸기는 장미과에 속하는 갈잎 떨기나무이다. 높이는 1~2미터, 전체에 가시가 나고 잎은 달걀 모양이며 흔히 3~5갈래로 갈라진다. 5월에 흰 꽃이 산방상으로 잎겨드랑이나 작은 가지 끝에 피고, 과실군은 거의 둥근 공 모양이며 7월에 붉은 흑색으로 익는다. 비교적 서늘한 지방에서 잘 자라는데, 원산지는 유럽과 아시아이다. 열매는 단 맛이 나며 잼, 주스로도 쓴다.

## 사진

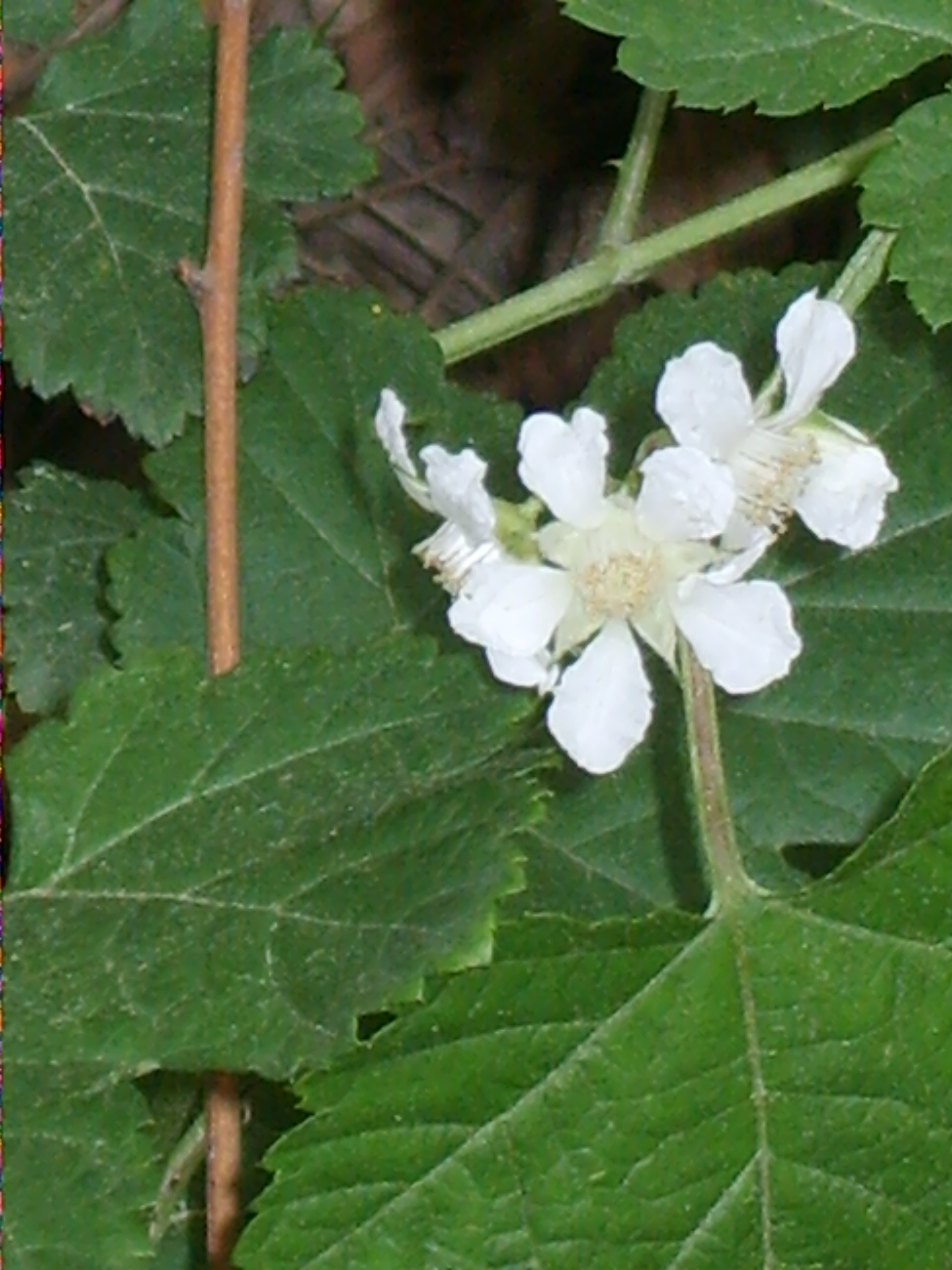
꽃
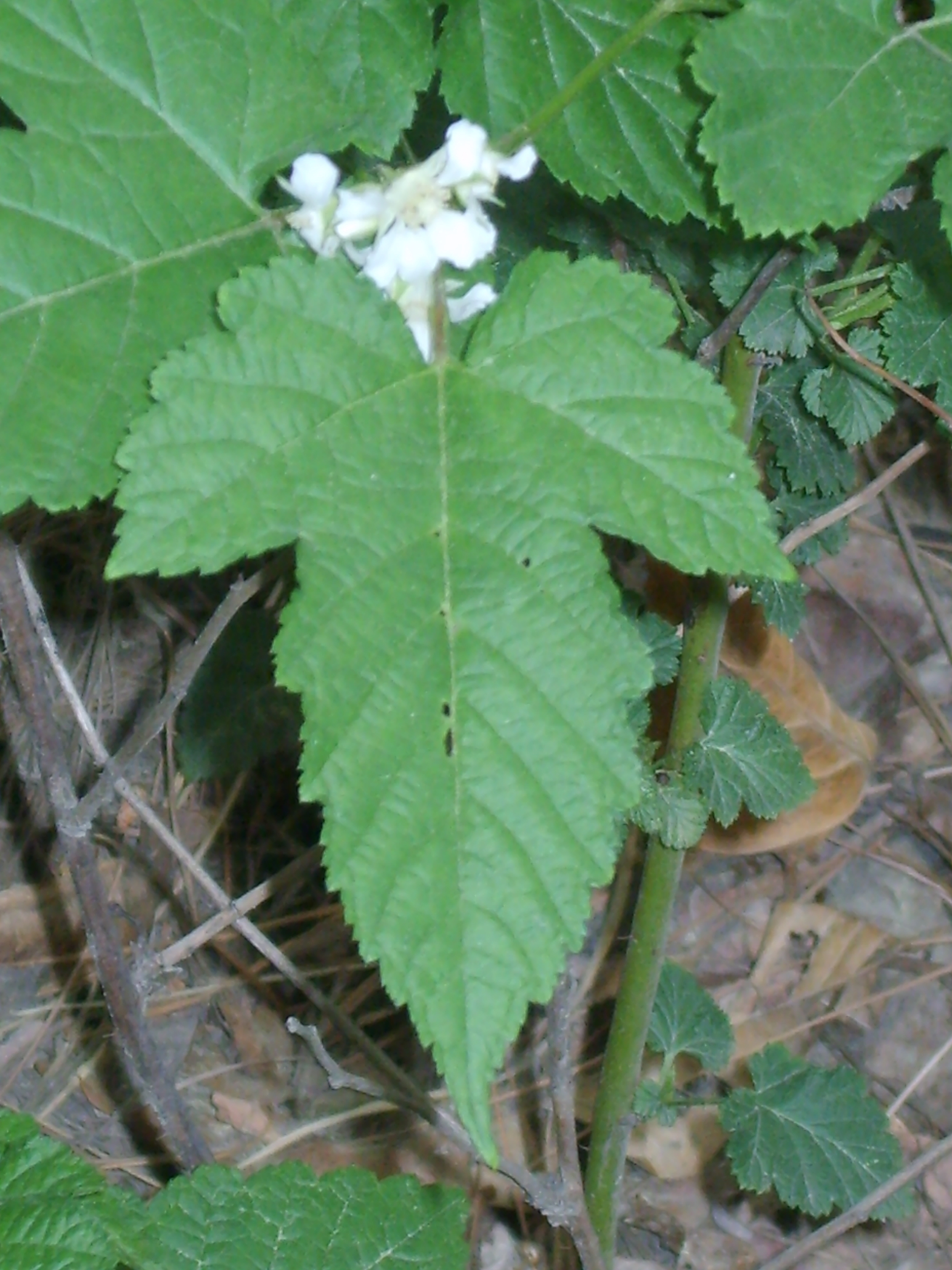
잎
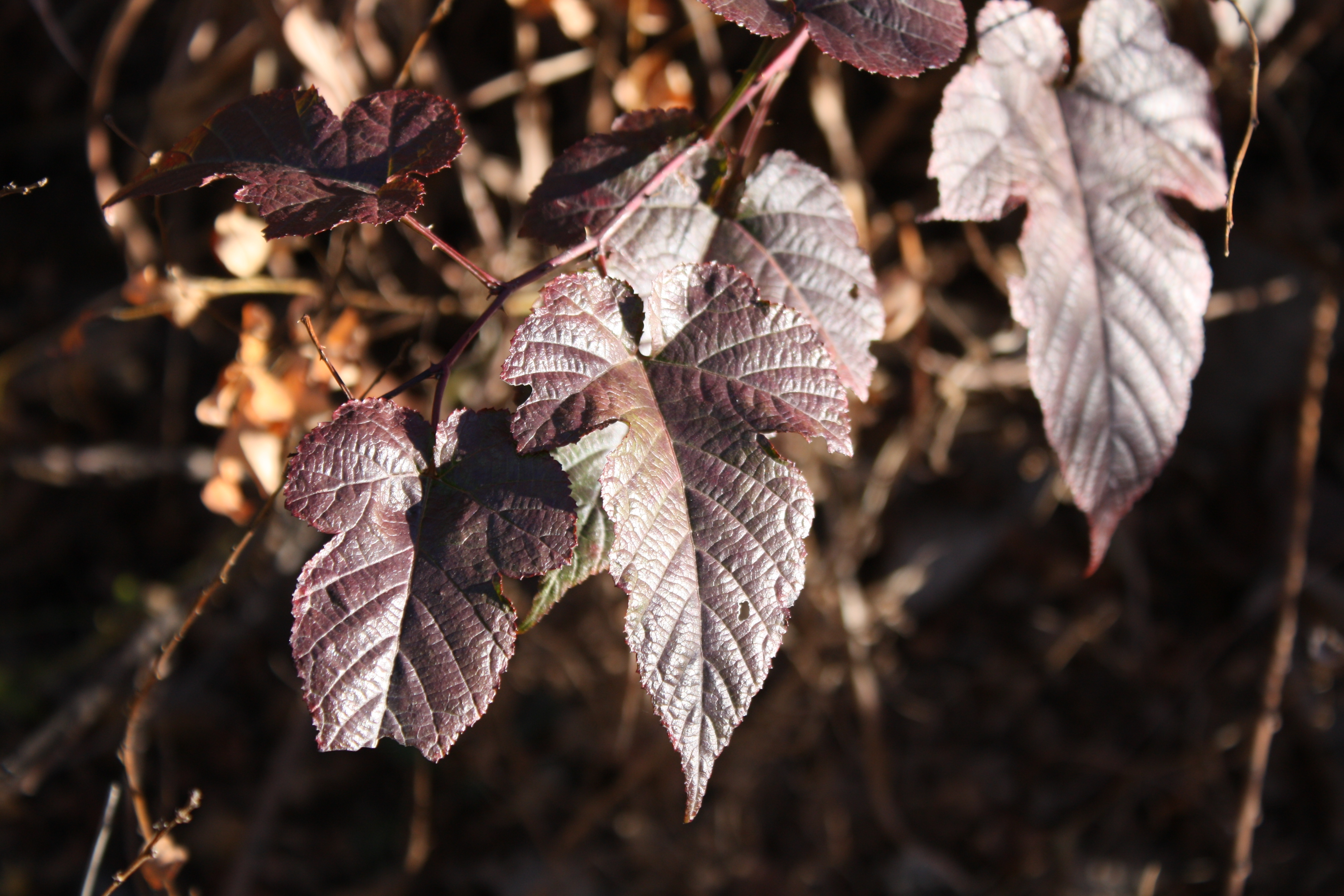
단풍
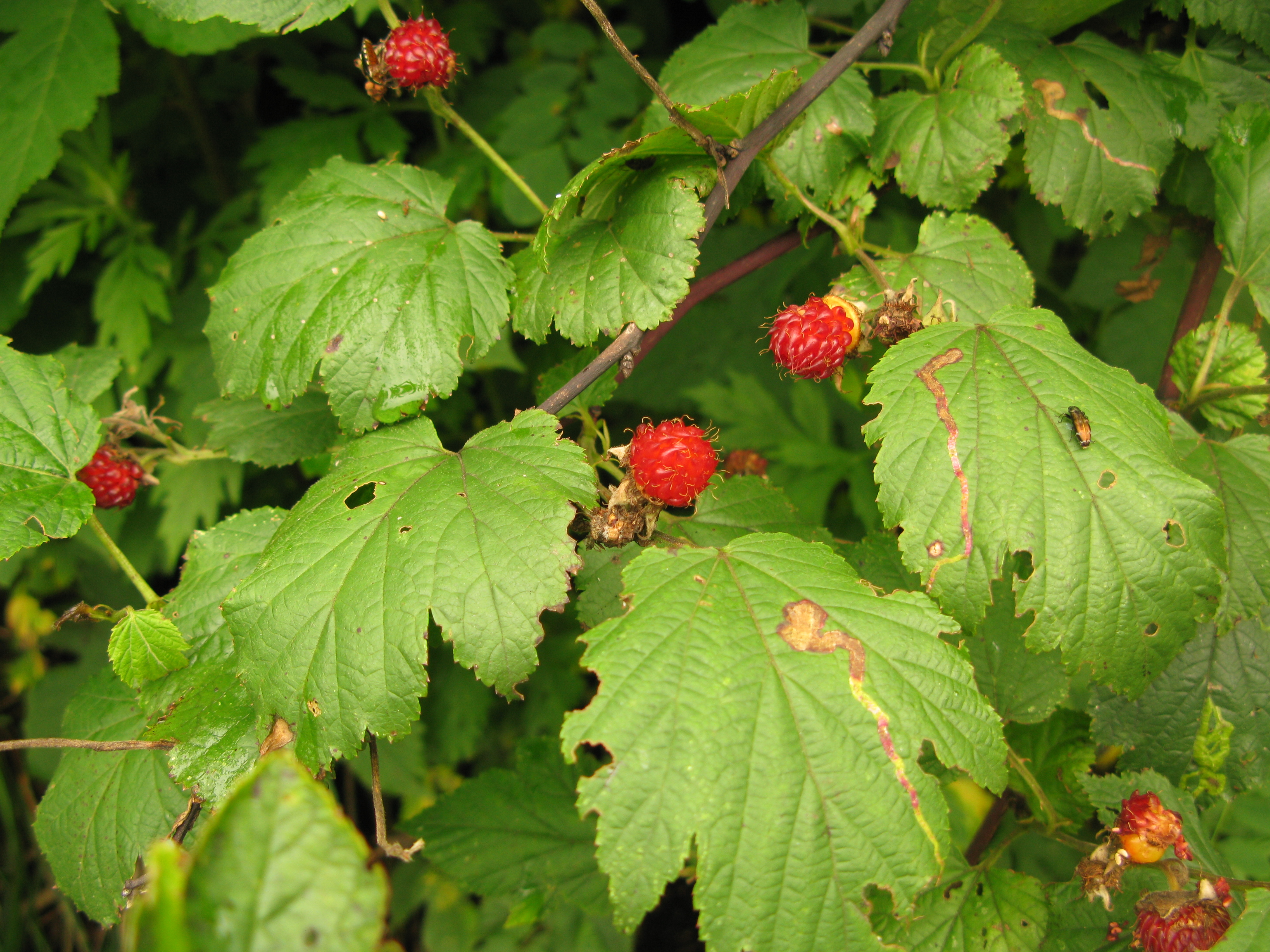
빨간 열매

## 같이 보기
- 딸기
- 산딸기속